# Nicarágua nos Jogos Pan-Americanos de 1971
A Nicarágua competiu nos Jogos Pan-Americanos de 1971 em Cáli, Colômbia, de 25 de julho a 8 de agosto de 1971. Não conquistou medalhas nesta edição.